# トーゴ料理

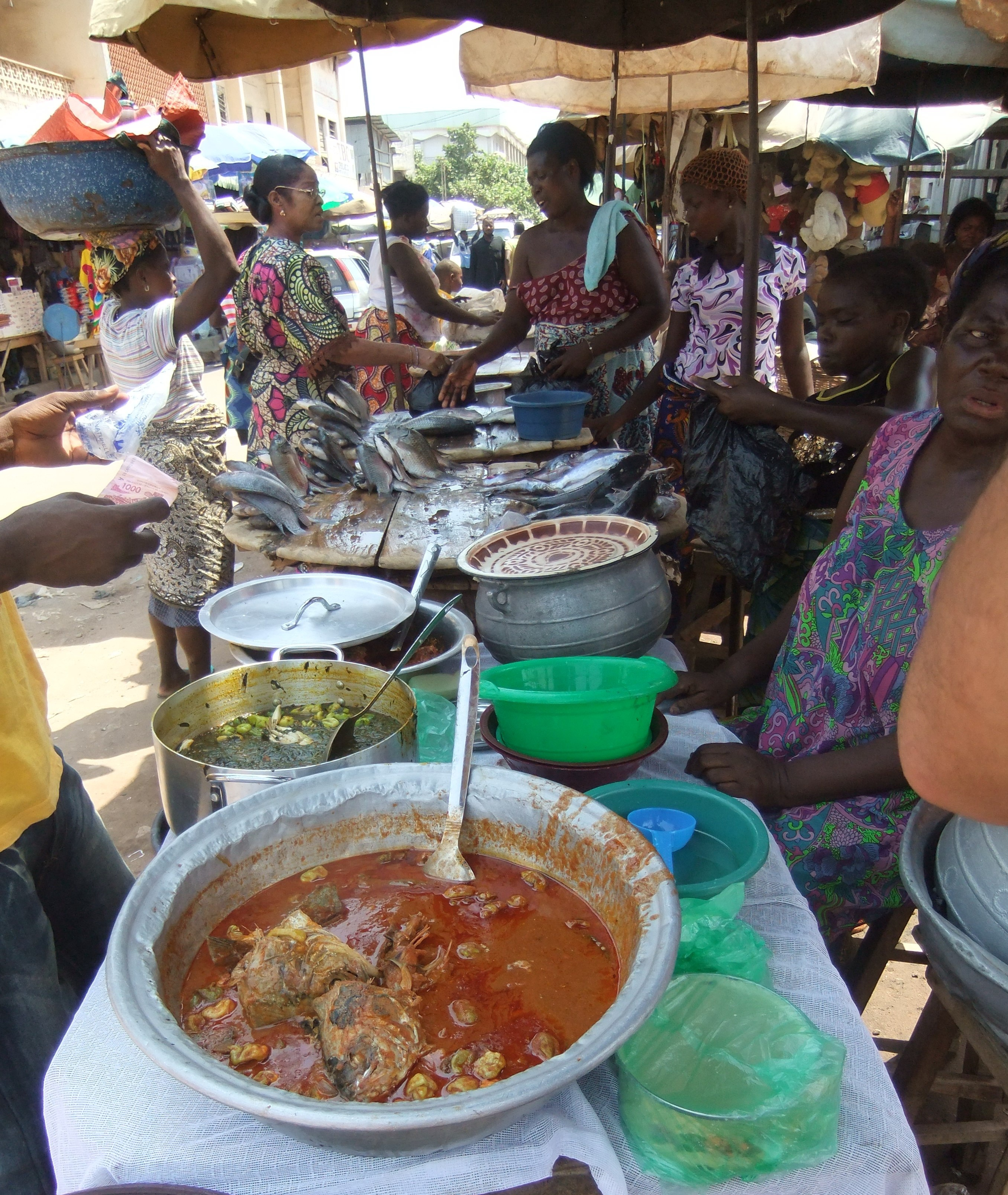
ロメの屋台の食べ物

トーゴ料理（トーゴりょうり）は、西アフリカに位置するトーゴで食される料理。主食としてはトウモロコシや米、キビ、キャッサバ、山芋、オオバコ、豆を食し、なかでもトウモロコシはトーゴ国内で最も広くに消費されている食品である。 またタンパク源としては魚がトーゴ国民の中で最も重要な地位を占めている。トーゴ人は家で食事をする傾向があるものの、レストランや屋台も存在する。

## 食べ物と料理

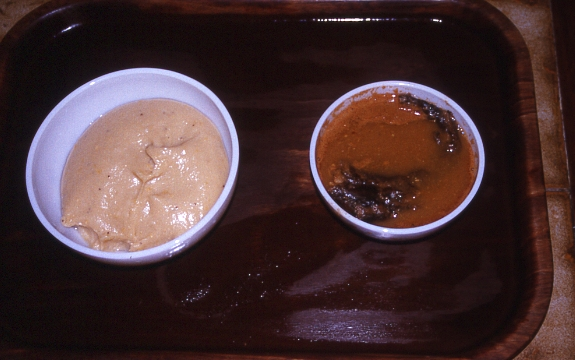
フフ（左）とパームナッツスープ（右）。

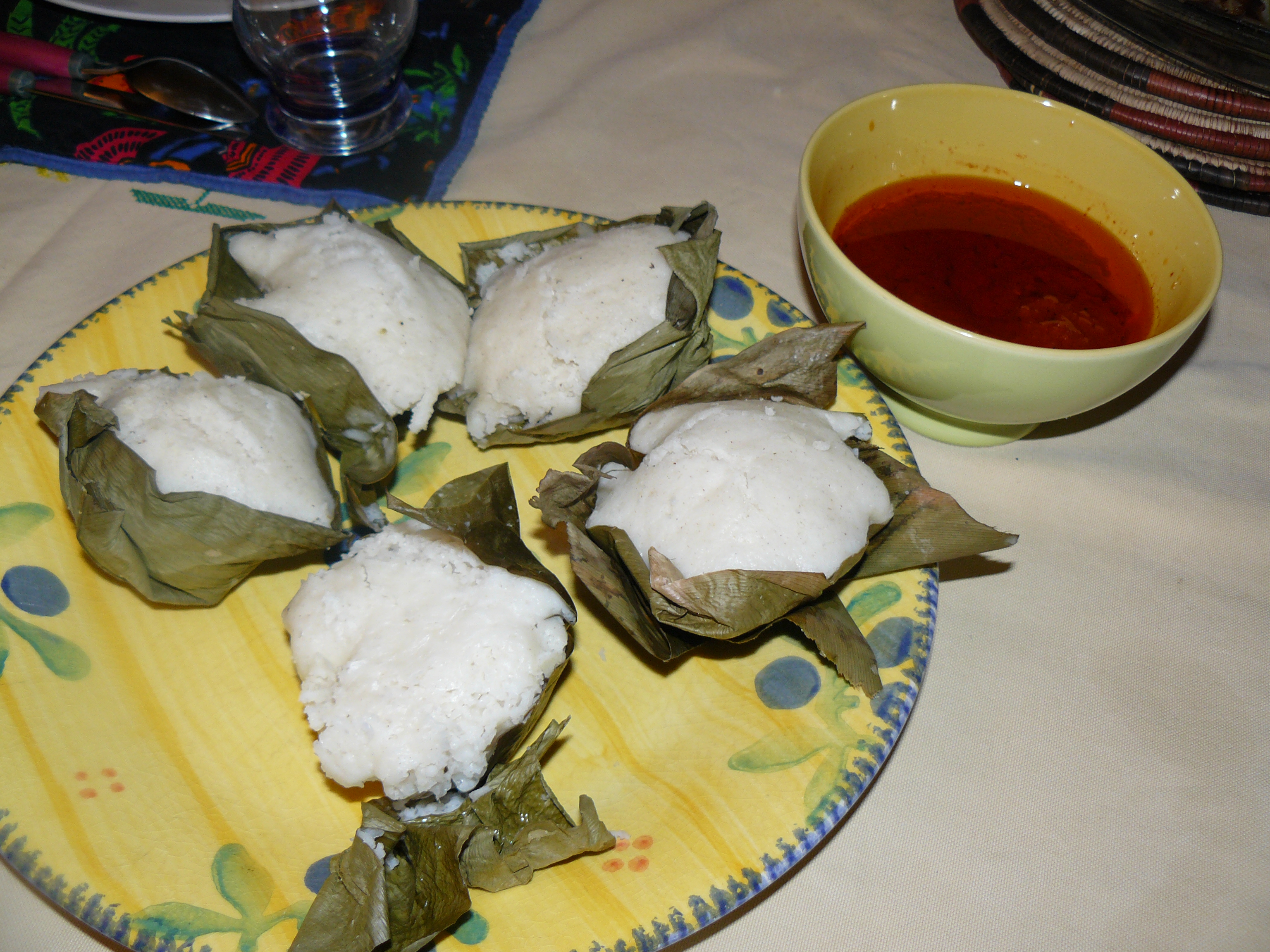
トウモロコシベースの食品、アブロ

トーゴ料理はアフリカ料理、フランス料理、ドイツ料理の影響を受け、それらが融合したものである。  トーゴ料理には多種多様なソースやパテがあり、それらの多くはナスやトマト、ほうれん草、魚を材料としている。 トーゴではこれらの料理とさまざまな種類の肉や野菜を組み合わせて、風味豊かな料理が作り上げられている。屋台ではバンバラマメ、オムレツ、串焼き、軸付きとうもろこし、焼きエビなどの料理が販売されている。
また他にも以下のような食品が食される。
- アグーチ：「グラスカッター」として知られる。
- Akpan [1]：発酵トウモロコシを材料としたデザート
- フランスパン
- 唐辛子：スパイスとして多用される。
- フフ：トーゴで非常に一般的な食品。皮をむいて茹でた山芋を材料とし、生地が固まるまで乳棒で叩いて作る。 通常ソースをつけて食す。
- コクロメメ：チリソースで食す焼き鶏肉。
- ココンテ：キャッサバから作られたパテ
- ピーナッツ
- リズソースダラチデ：落花生ソースでいただく米料理
- アクメ：トウモロコシをすりつぶして作った固形食品であり、普通オクラスープのソースが添えられる。

## 飲料
- 赤ワイン
- アメリカンスタイルのビール
- 白ワイン